# Kroazhent
Kroazhent est un groupe mélangeant la musique bretonne et le rock (rock celtique).

## Biographie
Le nom Kroazhent signifie « croisée des chemins » en breton, ce que revendique le groupe, tant humainement (ils ne sont pas tous originaires de Bretagne), que musicalement (le groupe intègre dans sa musique beaucoup d'autres influences).
Le groupe est composé d'une section mélodique comprenant deux sonneurs (bombarde, biniou), une violoniste, et d'une section rythmique composée d'un guitariste, d'un bassiste, de boucles programmées (mêlant sons électroniques et samples de percussions traditionnelles), et d'un batteur. 
Créé en 1995, Kroazhent se produit régulièrement en concert et fest-noz, très souvent en Île-de-France, en France et à l'étranger. Il a participé notamment au Festival des vieux gréements de Douarnenez en 1996 et 1998, au Festival Yn Chruinaght sur l'Île de Man en 2002, et à la Fête de l'Huma cette même année. En 2007, Kroazhent représente les musiciens bretons d'Ile-de-France lors du fest-deiz de cloture de la Breizh Touch. Depuis 2007, le groupe se produit tous les ans dans le "off" du Festival interceltique de Lorient.

## Composition
- Frédéric Boussange : bombarde, piston
- Jean-Jacques Jaffrédo : bombarde, biniou, gaïta, tin whistle
- Philippe Carré : flûte traversière en bois
- Coralie Louarnika : violon
- Stéphane Pointeaux : guitares électrique, programmation de boucles électroniques (Groovebox)
- Jean-François Pasquier : basse
- Marco Burian : Batterie

## Discographie

### Mini CD et albums
- 1998 : Extraits, prod : De Bretagne et d'Ailleurs, dist : MusiCDirect.
- 2001 : 60, prod : De Bretagne et d'Ailleurs, dist : FAMDT.
- 2006 : Avance rapide ... , prod : De Bretagne et d'Ailleurs, dist : Coop Breizh.
- 2008 : war an hent (live), prod : De Bretagne et d'Ailleurs, dist : Coop Breizh.
- 2011 : LIFE (EP), prod : De Bretagne et d'Ailleurs, dist : Coop Breizh.
- 2013 : Capital(e) , prod : De Bretagne et d'Ailleurs, dist : Coop Breizh.
- 2015 : 20 , prod : De Bretagne et d'Ailleurs, dist : Coop Breizh.

### Compilations
- 2000 : Millenium - 1 titre.
- 2004 : Pariz - Breizh : Noz - 2 titres sur cette compilation des groupes bretons d'Île-de-France, prod : De Bretagne et d'Ailleurs, dist : Coop Breizh.